# Järnlodet 16

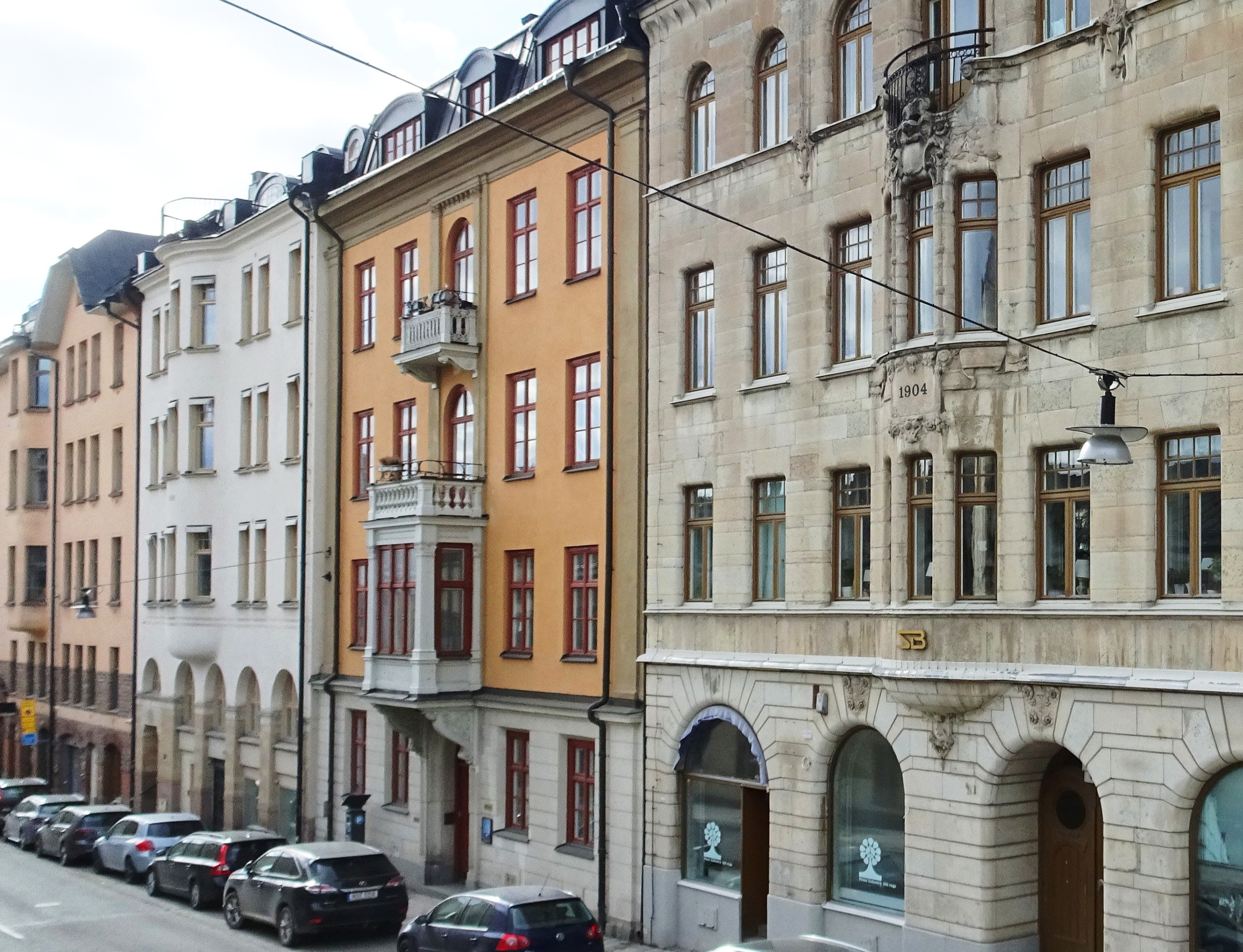
Järnlodet 16 och Järnlodet 15 (närmast).

Järnlodet 16 är en kulturhistoriskt värdefull bostadsfastighet i kvarteret Järnlodet vid Sibyllegatan 13 på Östermalm i Stockholm. Byggnaden härrör från 1865 och är blåmärkt av Stadsmuseet i Stockholm, vilket innebär att bebyggelsen representerar ”synnerligen höga kulturhistoriska värden”.

## Historik

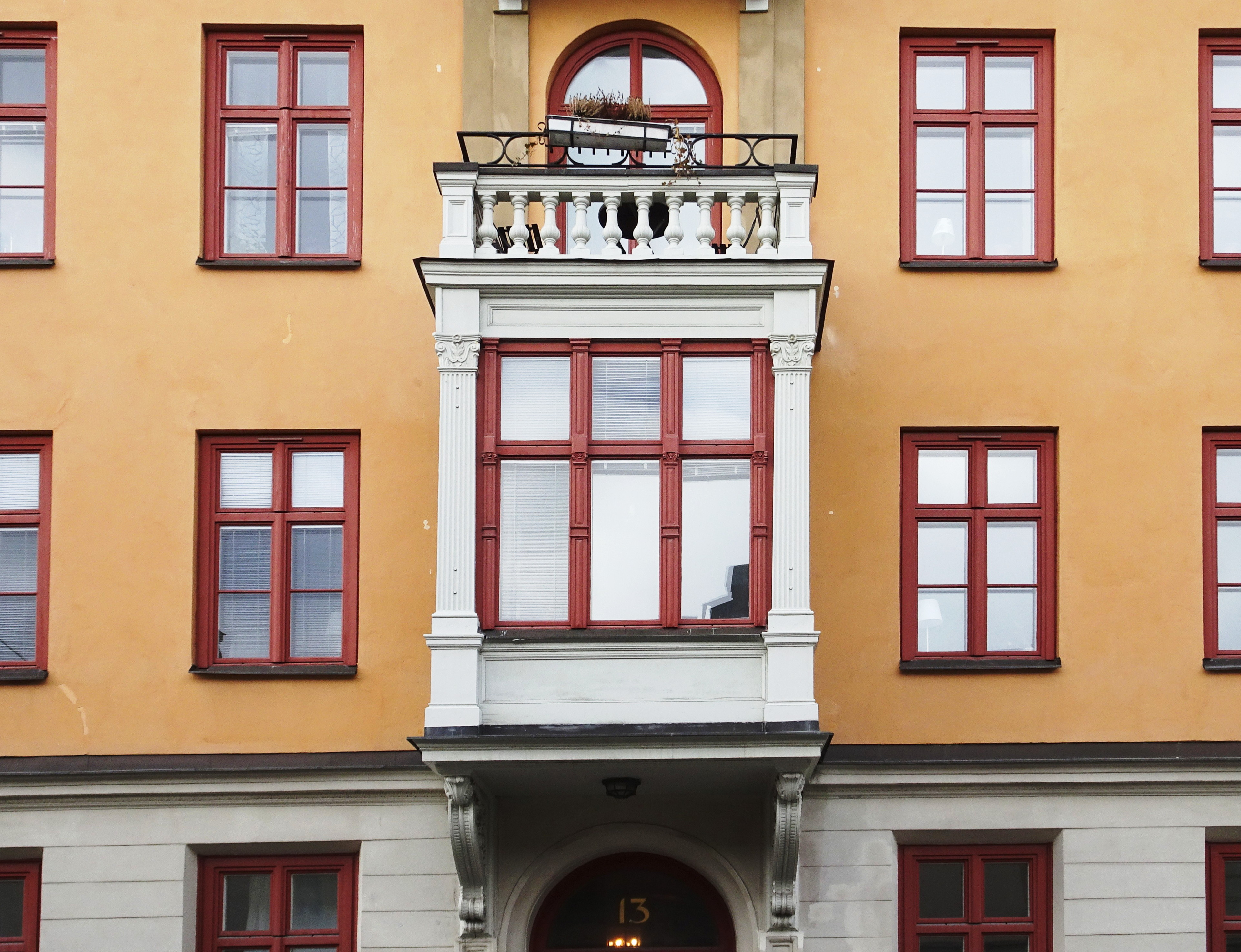
Burspråket.

Järnlodet 16 uppfördes 1865 på uppdrag av byggmästare A.P. Nilsson. Enligt de ursprungliga bygglovsritningarna hade byggnaden tre våningar med en lägenhet per plan. 1927 genomfördes en komplett ombyggnad samt en påbyggnad med en våning efter ritningar av arkitektkontoret Lindståhl & Törnqvist. Vid ombyggnaden fick huset sitt nuvarande utseende med bland annat starkt förenklad gatufasad medan planerna ändrades bara marginellt. Mittenpartiet med burspråk och balkong lämnades dock i ursprungligt skick och går i klassicistisk stil. Bottenvåningen ändrades till kontor och en lägenhet för portvakten.
De på 1970-talet av Stadsmuseet besökta lägenheterna uppvisade i stort sett ursprunglig plan med snickerier, profilerade taklister och kakelugnar från byggnadstiden. Serveringsgången hade väggfasta skåp med målning i ek-imitation och i köket fanns fristående diskho av porslin. Byggnaden var då dålig underhållen och delvis kontoriserad. Idag (2021) ägs fastigheten av bostadsrättsföreningen Järnlodet 16 som bildades 2007.